# Жёны и дочери (телесериал)
«Жёны и дочери» (англ. Wives and Daughters) — британский телесериал телекомпании BBC, являющийся адаптацией одноимённого романа Элизабет Гаскелл. Учитывая то, что роман не был закончен автором, создатели сериала дописали к нему концовку.

## Сюжет
1830-е годы. Главная героиня Молли Гибсон живёт в небольшом провинциальном городке Холлингфорд с отцом-врачом. Пытаясь уберечь дочь от нежелательного поклонника, мистер Гибсон отправляет Молли в гости к супруге местного сквайра, миссис Хэмли. Молли знакомится с сыновьями миссис Хэмли, Осборном и Роджером, и самим сквайром Хэмли. В течение знакомства Молли проникается нежной симпатией к Роджеру. Миссис Хэмли больна и умирает вскоре после знакомства с Молли.
Отец Молли решает жениться во второй раз. В избранницы себе он берёт миссис Киркпатрик, бывшую гувернантку в поместье лорда Камнора. У неё тоже есть взрослая дочь Синтия. Сразу по приезде, Синтия очаровывает всех вокруг своей красотой. Влюблён и Роджер Хэмли, а новая миссис Гибсон присмотрела для дочери старшего сына сквайра. Молли случайно узнаёт, что Осборн Хэмли уже женат. Но его отец никогда не одобрит брака с француженкой-прислугой.
Роджер собирается уехать в Африку на два года, чтобы участвовать в экспедиции по исследованию новых областей. Перед этим он делает предложение Синтии, которое та принимает с условием, что помолвка будет тайной.
Рождер уезжает, а Синтия, кажется, не проявляет никаких чувств. Она совершает поездку в Лондон, где покоряет сердца новых поклонников. Секретность помолвки тревожит Молли. Она любит Рождера и хочет, чтобы он был счастлив в далёкой Африке. Вскоре она открывает, что Синтия несколько лет назад пообещала выйти замуж за мистера Престона, управляющего лорда Камнора. Молли помогает подруге разорвать давнюю связь, но оказывается скомпрометирована. Леди Харриет Камнор спасает её репутацию. Синтия решает разорвать помолвку с Рождером.
Осборн Хэмли умирает от тяжёлой болезни. Сквайр Хэмли подавлен, Молли рассказывает ему о жене Эйми и ребёнке Осборна. Эйми приезжает в поместье Хэмли, и сквайр вынужден пригласить её жить там, если он хочет оставить ребёнка рядом. Роджер возвращается из Африки на время, чтобы утешить отца. На приёме в доме лорда Камнора он смотрит Молли новыми глазами и понимает, что на самом деле чувствует к ней. Примерно в это же время один из лондонских поклонников делает предложение Синтии, и она соглашается выйти замуж за успешного лондонского барристера.
Молли приезжает погостить в поместье Хэмли, но из-за скарлатины маленького ребёнка она уезжает домой. Но влюблённые успевают встретиться друг друга до отъезда Роджера. Рождер и Молли играют свадьбу и уезжают в Африку вместе.

## Актёрский состав
| Актёр            | Роль                                            |
| ---------------- | ----------------------------------------------- |
| Франческа Аннис  | Гиацинт Клэр Гибсон, новая жена мистера Гибсона |
| Джастин Уодделл  | Молли Гибсон                                    |
| Билл Патерсон    | мистер Гибсон                                   |
| Кили Хоус        | Синтия Киркпатрик, дочь миссис Гибсон           |
| Барбара Флинн    | мисс Браунинг                                   |
| Дебора Финдли    | мисс Фиби Браунинг                              |
| Иэн Глен         | мистер Престон, управляющий лорда Камнора       |
| Том Холландер    | Осборн Хэмли, старший сын сквайра Хэмли         |
| Энтони Хауэлл    | Рождер Хэмли                                    |
| Майкл Гэмбон     | сквайр Хэмли                                    |
| Пенелопа Уилтон  | миссис Хэмли                                    |
| Йэн Кармайкл     | лорд Камнор                                     |
| Тоня Шове        | Эйми Хэмли, жена Осборна Хэмли                  |
| Элизабет Сприггс | миссис Гудинаф, городская сплетница             |
| Барбара Ли-Хант  | леди Камнор                                     |
| Розамунда Пайк   | леди Харриет Камнор                             |
| Шон Сеймур       | лорд Холлингфорд, сын лорда и леди Камнор       |
| Ричард Койл      | мистер Кокс, ученик мистера Гибсона             |
| Тим Уоллерс      | мистер Хэндерсон, поклонник Синтии Киркпатрик   |

## Места съёмок
Основные съёмки проходили на студии Элстри, некоторые сцены снимали в поместьях графствах Англии. Поместье Чэлфилд в Уилтшире своими фасадами создало дом семьи Хэмли. Внутренние интерьеры снимали в Левенс-холле, Камбрия. В качестве Камнор Тауэрс, поместья лорде Камнора, использовали Уэнтворт Вудхаус, большое поместье в Саут-Йоркшире. Некоторые объекты Национального фонда были закрыты для посещения специально для съёмок.

## Награды и номинации
| Год      | Премия   | Категория                  | номинант           | Итог      |
| -------- | -------- | -------------------------- | ------------------ | --------- |
| 2000 год | BAFTA TV | Лучший актёр               | Майкл Гэмбон       | Победа    |
| 2000 год | BAFTA TV | Лучшая актриса             | Франческа Аннис    | Номинация |
| 2000 год | BAFTA TV | Лучший мини-сериал         | Лучший мини-сериал | Номинация |
| 2000 год | BAFTA TV | Лучшие декорации           | Герри Скотт        | Победа    |
| 2000 год | BAFTA TV | Лучший грим и причёски     | Лиса Уэсткотт      | Победа    |
| 2000 год | BAFTA TV | Лучшая операторская работа | Фрэд Тэммс         | Победа    |
| 2000 год | BAFTA TV | Лучший звук                | Лучший звук        | Номинация |